# 齊藤鐵夫
齊藤鐵夫（日语：／ Saitō Tetsuo，1952年2月5日—），日本公明黨籍政治家，現任公明黨代表，曾任國土交通大臣、環境大臣、眾議院文部科學委員會委員長、公明黨政務調查會長等職務，從1993年至今連續當選11屆眾議院議員。

## 生平
1952年出生於島根縣邑智郡羽須美村大字阿須那（今邑南町），中學時期搬到廣島縣廣島市居住，先後就讀於廣島市立國泰寺中學校、修道高等學校，畢業於東京工業大學理學部。之後在東京工業大學大學院理工學研究科攻讀應用物理學，取得工學博士學位。
畢業後，齊藤進入清水建設工作，在技術研究所擔任超音波探傷的研究員。1986年，前往普林斯頓大學等離子物理學研究所擔任了3年的客席研究員。
1993年，參加第40屆眾議院議員總選舉，代表公明黨在舊廣島1區出戰並當選。之後轉戰比例中國區，至今已連續當選7次眾議院議員。
2008年8月，福田康夫首相改造內閣時，任命齊藤為環境大臣；一個多月後，麻生太郎接任首相，齊藤繼續留在麻生內閣擔任環境相。
2009年，就日本至2020年溫室氣體減排中期目標與內閣其他成員產生較大分歧。齊藤大膽建議2020年度排放量比1990年減少15%至25%，但是提議得不到內閣和財界的支持。內閣和財界普遍認為原先預定的減排7%已是可以接受的極限，並批評齊藤是「理想主義」。 不過迫於國際環保勢力的壓力，麻生內閣最終還是做出了一定的讓步，決定中期減排目標為到2020年時比2005年減少15%（相當於比1990年減少8%）。
2024年11月9日，因應原黨代表石井啟一在第50屆日本眾議院議員總選舉中落選，公明黨在東京召開臨時黨大會，通過由齊藤鐵夫接任黨代表。11月11日，齊藤不再擔任國土交通大臣，由中野洋昌接任，以便他專注黨代表職務。

## 主要所属議員聯盟
- 北京奧運會支援議員之会
- 日韓議員連盟

## 任職經歷
- 內閣
  - 科學技術總括政務次官
- 眾議院
  - 文部科學委員会委員長
- 公明黨
  - 中央幹事
  - 政務調査會長
  - 中國方面議長
  - 廣島縣本部代表

## 外部連結
- 齊藤鐵夫官方網頁 （页面存档备份，存于）

| 官衔            | 官衔                                       | 官衔            |
| --------------- | ------------------------------------------ | --------------- |
| 前任： 鴨下一郎 | 環境大臣 第11、12代：2008年—2009年         | 繼任： 小澤銳仁 |
| 前任： 赤羽一嘉 | 国土交通大臣 第24、25、26代：2021年—2024年 | 繼任： 中野洋昌 |